# Cotinga amable
La cotinga amable (Cotinga amabilis) és un ocell de la família dels cotíngids (Cotingidae).

## Hàbitat i distribució
Habita la selva pluvial, clars i vegetació secundària de les terres baixes de Mèxic al sud de Veracruz, nord d'Oaxaca i nord de Chiapas cap al sud, pel vessant del Carib fins Costa Rica.